# Mivv
Mivv est une société italienne spécialisée dans la mise au point et la distribution de système d'échappement pour des véhicules à deux roues.
L'entreprise a été créée en 1970 à Sant'Omero (province de Teramo) et s'oriente d'abord dans les années 1970 et 1980 sur des productions dans le secteur automobile, la société commence à développer des produits pour le milieu de la moto dans le milieu des années 1990.
Mivv propose des systèmes d'échappement pour tous les segments du marché des deux-roues, la distribution de sa gamme dans plus de quarante pays dans le monde.
La société est également présente dans le domaine du sport motocycliste. En 2006 Mivv a remporté, en tant que partenaire officiel du Team Repsol Honda HRC, le Championnat du Monde MotoGP avec Nicky Hayden.